# Raoul Walter

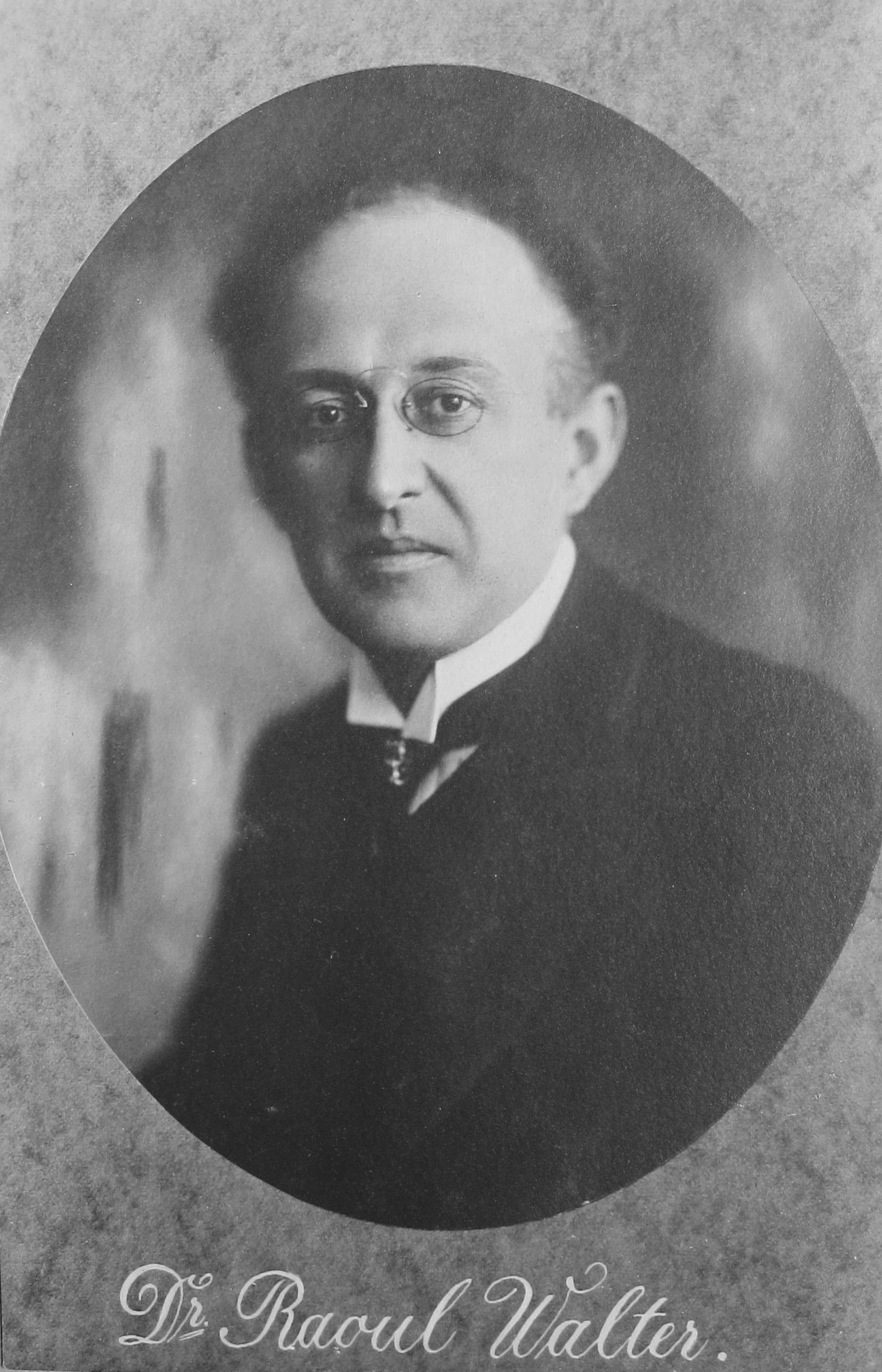
Raoul Walter

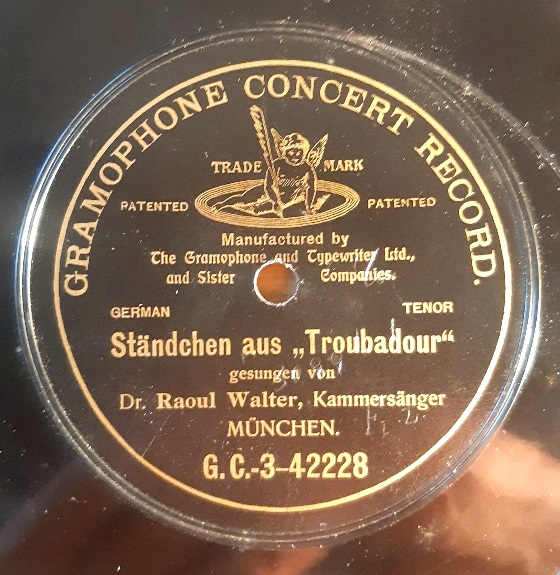
Schallplatte von Raoul Walter (München 1905)

Raoul Walter (* 16. August 1863 in Wien; † 21. August 1917 in München) war ein österreichisch-deutscher Opernsänger des Stimmfachs Lyrischer Tenor, der mehr als 25 Jahre am Königlichen Hof- und Nationaltheater in München wirkte. Er war auch Liedsänger.

## Werdegang
Raoul Walter war der Sohn des Kammersängers Gustav Walter (1834–1910) und dessen Frau Laura, geb. Haag. Mit 13 Jahren gewann er den ersten Preis für Klavierspiel an der Horak’schen Klavierschule in Wien. Seine Gymnasialzeit verbrachte er im Internat in Leitmeritz, bevor er ein Jurastudium an der Universität in Wien begann, welches er 1886 mit dem Doktorat abschloss.
Neben seiner Tätigkeit in der Wiener Finanzprokuratur wirkte er als Mitglied des Wiener Männergesang-Vereins und von 1883 bis 1887 als Mitglied des Singvereins der Gesellschaft der Musikfreunde. 1888 verabschiedete er sich vom Staatsdienst und beschloss, den Gesang zu seinem Beruf zu machen. Er debütierte im selben Jahr am Theater an der Wien in der Rolle des Nanki-Puh in der Operette Der Mikado von Gilbert und Sullivan. Der damals 24-jährige Tenor sang unter dem Dirigat von Johann Strauss am 15. Mai 1888 bei der 200. Aufführung von Die Fledermaus die Rolle des Alfred. 1890 erhielt er ein Engagement an das Stadttheater Brünn als Operettensänger und Opernbuffo, bevor er 1891 von Hermann Levi an das Königliche Hof- und Nationaltheater in München verpflichtet wurde.

## Hof- und Nationaltheater München
Von 1891 bis 1917 war Raoul Walter am Königlichen Hof- und Nationaltheater in München erster lyrischer Tenor. Am 18. August 1891 debütierte er mit großem Erfolg als Adam in Der Postillon von Lonjumeau. Eng verbunden war er mit den Opern von Mozart, in denen er in über 380 Aufführungen zu hören war: als Belmonte, Don Ottavio, Ferrando, Basilio, Tamino. Auch in Wagner-Partien zeichnete er sich aus, darunter ganz besonders als Walther von der Vogelweide in Tannhäuser. Seine berühmteste Rolle war die des Mathias Freudhofer in Kienzls Oper Der Evangelimann, die er bei der Münchner Erstaufführung 1896 kreierte, zwanzig Jahre hindurch als einziger Sänger verkörperte und von dessen Leistung der Komponist beeindruckt war.
Sein Repertoire umfasste auch Rollen in den Opern von Richard Strauss, darunter Der Rosenkavalier, Elektra, Ariadne auf Naxos, Feuersnot. Erwähnenswert seine Interpretation der Titelpartie des Herzog Ulrich in der Uraufführung von Siegfried Wagners Herzog Wildfang und seine Mitwirkung bei der Uraufführung der Oper Die vier Grobiane von Ermanno Wolf-Ferrari.
Bei den Münchner Erstaufführungen sang er die Titelrollen von Lobetanz (Ludwig Thuille) und Der Corregidor (Hugo Wolf). Daneben trat er an anderen Opernhäusern als Gastsänger auf, darunter St. Petersburg, Moskau, Libau, Mitau, Riga, Bremen, Frankfurt/M., Zürich, Karlsruhe und Wien.
Er gab Liederabende mit seinem Liedbegleiter, dem Liszt-Schüler Bernhard Stavenhagen, im Odeon in München. Freundschaftlich verbunden war Raoul Walter mit Richard Strauss, der ihm die Lieder op. 36 widmete. Auch Erich Meyer-Helmund, Heinrich Kaspar Schmid und der Münchner Dirigent und Komponist Hugo Reichenberger (1873–1938) widmeten ihm Lieder.
Im April 1917 stand er zum letzten Mal in der Rolle des Tulbek in Feuersnot von Richard Strauss auf der Bühne. Er starb nach kurzer schwerer Krankheit im Alter von 54 Jahren am 21. August 1917. Seine letzte Ruhestätte fand er am Münchner Waldfriedhof, Alter Teil, Sektion 113, W10. Sein Nachlass befindet sich im Bayerischen Hauptstaatsarchiv und im Archiv der Gesellschaft der Musikfreunde in Wien. 

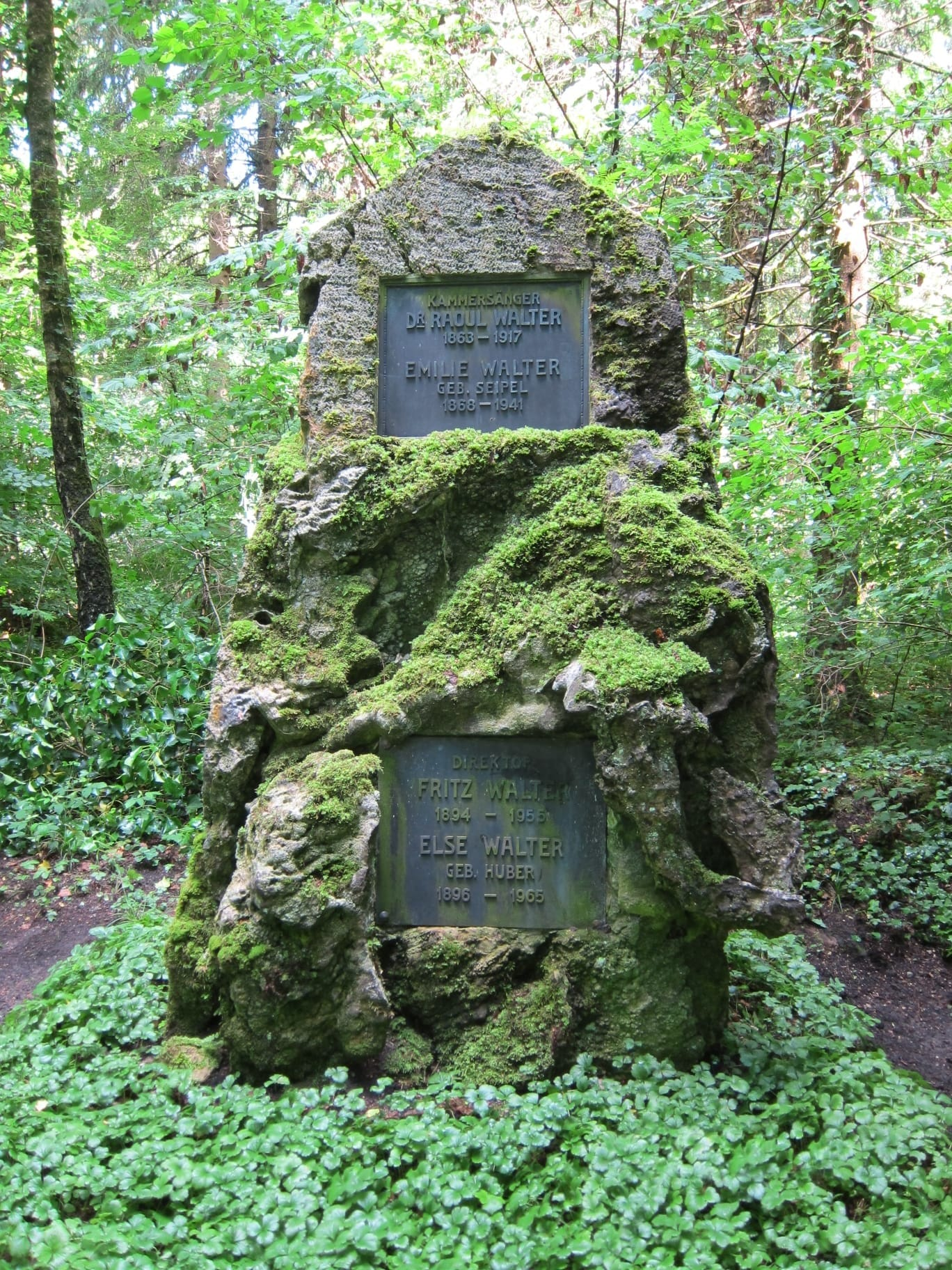
Grab von Raoul Walter auf dem Münchner Waldfriedhof

## Wirken als Regisseur
Neben seiner Tätigkeit als Sänger an den Münchner Königlichen Hoftheatern (Nationaltheater, Residenztheater, Prinzregententheater), an denen er in 111 Opernrollen an mehr als 1850 Abenden zu hören war, übte er in 25 Opern von 1904 bis 1914 die Funktion des Regisseurs aus. Herausragende Inszenierungen waren Così fan tutte und Die Fledermaus.

## Familie, Privates
Walter war verheiratet mit der Wiener Apothekerstochter Emilie Seipel, mit welcher er vier Kinder hatte. Seine jüngste Tochter Maria („Mimi“) heiratete den Wiener Tenor Julius Patzak (1898–1974). 
Seinen Freundeskreis fand er in den Münchner Künstlervereinigungen Die Hölle und Die Pappenheimer, wo sich Maler, Schriftsteller und Sänger trafen. Seine Schwester, Hofopernsängerin Minna Walter (1859–1901), war Sopranistin an den Opernhäusern in Frankfurt am Main und Wien.

## Tondokumente
Acht G & T-Schallplatten (München 1905 – 1907) mit von Raoul Walter gesungenen Arien zählen zu den ältesten Tonaufnahmen überhaupt. Darunter befinden sich Arien aus Martha, Troubadour, Mignon, Così fan tutte, Zauberflöte, Der Barbier von Bagdad und Die Jüdin.

## Erstaufführungen
Alle am Königlichen Hof- und Nationaltheater München:
- 1894: Hans in Die verkaufte Braut (Smetana)
- 1894: Fenton in Falstaff (Verdi)
- 1894: Veit in Dalibor (Smetana)
- 1895: Eisenstein in Die Fledermaus (J. Strauß)
- 1896: Mathias Freudhofer in Der Evangelimann (Kienzl)
- 1902: Julien in Louise (Charpentier)
- 1903: Titelpartie in Lobetanz (Thuille)
- 1903: Titelpartie in Der Corregidor (Wolf)
- 1905: männliche Titelpartie in Béatrice et Bénédict (Berlioz)
- 1905: Tulbek  in Feuersnot (R. Strauss)
- 1909: Aegisth in Elektra (R. Strauss)
- 1911: Valzacchi in Der Rosenkavalier  (R. Strauss)
- 1913: Scaramuccio in Ariadne auf Naxos (R. Strauss)

## Uraufführungen
Walter wirkte in 10 Uraufführungen am Königlichen Hof- und Nationaltheater mit, darunter:
- 1901: Herzog Ulrich in Herzog Wildfang (Siegfried Wagner)
- 1906: Conte Riccardo in Die vier Grobiane (Ermanno Wolf-Ferrari)

## Ehrungen
- Königlich bayerischer Kammersänger
- Herzoglich Sachsen Ernestinischer Hausorden
- Königliche Ludwig-Medaille für Wissenschaft, Kunst und Industrie
- Ritter des Franz-Joseph-Ordens
- Ritterkreuz des Militair-u.Civilverdienstordens Adolphs von Nassau vom Großherzoglich *Luxemburgischen Hofmarschallamt
- Prinz-Regent-Luitpold-Medaille mit der Krone in Silber